# Obrona słowiańska
Obrona słowiańska – otwarcie szachowe, w encyklopedii debiutów oznaczone kodami od D10 do D19, rozpoczynający się posunięciami: 
1.d4 d5 2.c4 c6
Należy do rodziny debiutów związanych z gambitem hetmańskim. Obecnie jest popularnym otwarciem, posiadającym opinię solidnego systemu obronnego, stosowanym przez czołowych arcymistrzów świata, m.in. Władimira Kramnika i Borysa Gelfanda czy Magnusa Carlsena.
Obrona swoją nazwę zawdzięcza Siemionowi Ałapinowi, Aleksandrowi Alechinowi oraz Jefimowi Bogolubowowi, którzy w dużym stopniu przyczynili się do jej opracowania.

## Wybrane warianty
| wymienny                  | 3.c:d5 c:d5                            |
| Botwinnika (D44)          | 3.Sf3 e6 4.Sc3 Sf6 5.Gg5 h6 6.Gh4 d:c4 |
| Notebooma                 | 3.Sc3 e6 4.Sf3 d:c4 5.a4 Gb4 6.e3 b5   |
| obrona merańska (D46-D49) | 3.Sf3 e6 4.Sc3 Sf6 5.e3 Sbd7           |
| kontrgambit Winawera      | 3.Sc3 e5!?                             |
| obrona półsłowiańska      | 3.Sc3 e6 lub 3.Sf3 e6                  |

## Wybrana literatura
- Marinus Kuijf (1995), Slav: Botvinnik Variation, New In Chess, ISBN 90-71689-80-8
- Graham Burgess (2001), The Slav, Gambit, ISBN 1-901983-44-7
- Glenn Flear (2005), Starting Out: Slav & Semi-Slav, Everyman chess, ISBN 1-85744-393-4
- Reynaldo Vera (2007), Chess Explained: The Meran Semi-Slav, Gambit, ISBN 978-1-904600-81-7
- David Vigorito (2008), Play the Semi-Slav, Quality Chess, ISBN 978-91-85779-01-7